# Большие Горки (Калининградская область)
Большие Горки — посёлок в Гвардейском городском округе Калининградской области. Входит в состав Зоринского сельского поселения.

## Население
| 2002 | 2010 |
| ---- | ---- |
| 171  | ↘144 |